# Secrets de jeunesse
Pour plus de détails, voir Fiche technique et Distribution.
Secrets de jeunesse (Dead Write) est un film américain réalisé en 2006 par Michael Connell et sorti l'année suivante.

## Fiche technique
- Titre original : Dead Write
- Titre français : Secrets de jeunesse
- Réalisation : Michael Connell
- Scénario : Allison Wilke
- Producteur associé : Rachel Hunter
- Producteur: Zachary Kahn
- Coproducteur: Brynn McQuade
- Producteur: Jackie Olson
- Producteur associé: Joshua Stern
- Producteur exécutif: Steve VandeVegte
- Producteur: Allison Wilke
- Musique : A.R. Tubbs
- Film américain
- Genre : Thriller
- Durée : 88 minutes

## Distribution
- Rachel Hunter : Jade
- June Squibb : Madame Copperfiled
- Robert Pine : Christopher
- Tippi Hedren : Minnie
- Jonathan Breck : Adjoint Richard Hoffs
- Kala Savage : Vanessa
- Kali Rocha : Samantha
- Mary Chris Wall : Ilene
- Nick Stabile : Martin
- Jamey Geston : Madison
- Jasmine Jessica Anthony : Heather
- René Ashton : Karen
- Joseph Castanon : Rufus
- Anthony John Denison : Docteur Bruno Alexander
- Charlene Geisler : Étudiante
- Jennifer Hoff : Skylar
- Spencer Knight : Gregory
- Ryan Malloy : Rosalyn Bordwell
- Alicia Martino : Infirmière
- Carole Russo : Madame Richardson
- Starlotte Dawn Smith : Linda Harper
- Victoria Vande Vegte : Adolescente fanatique
- Alicia Vigil : Jade - 8 ans
- Alexander Witt : Docteur Wharton